# 蓮華色比丘尼

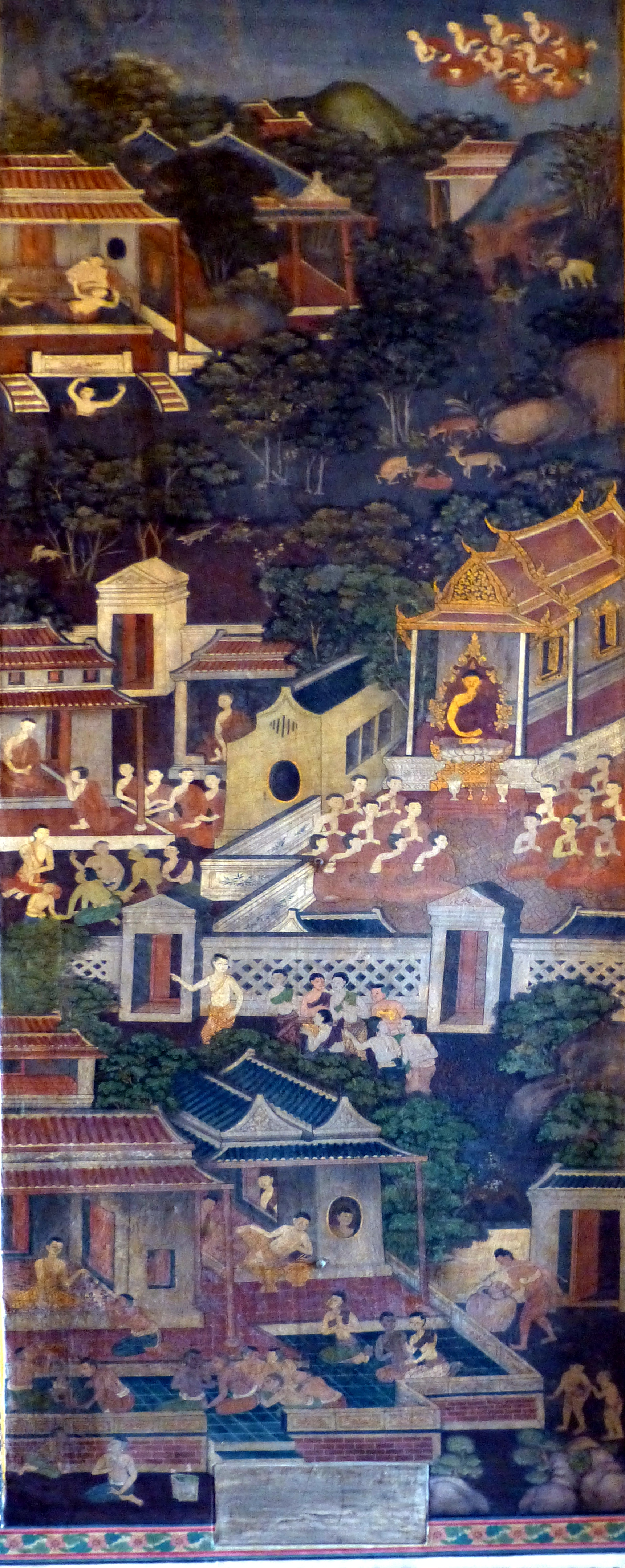
卧佛寺的壁画。

蓮華色比丘尼即蓮花色比丘尼，又譯為優缽華色比丘尼，出身於南方阿槃提國，釋迦牟尼弟子，證阿羅漢果，為比丘尼眾中神通第一，地位相當於比丘眾中的大目犍連，與讖摩比丘尼齊名。她的名字來自於她的外貌出眾，被認為如同青色蓮花一樣美麗。她的出身，有許多不同的傳說。相傳她為了勸阻提婆達多謗毀佛法，死於提婆達多之手。

## 簡介
關於她的故事，在佛經上有兩種不同的版本，一種是九歲結婚跟丈夫生下女兒，但懷孕期間丈夫居然跟母親外遇，她一怒之下生產後離家出走，並改嫁。改嫁後丈夫納妾，她才發現是自己的女兒。遂又離家出走以當情婦為業，生出一子一女分別棄養在東西城門。恰巧她的子女被東西城門守門人收養，幾年後子女長大又因兩家的約定遂結為夫婦，而自己的兒子又娶了自己。她知道自己嫁給兒子，又跟女兒同事一夫後，傷心出家，接受佛陀教導後，成就聖果。
另一種本生故事是說她原本是大婦，但忌妒小妾生了兒子，所以用手段把孩子弄死，結果業報現前，飢寒痛苦，終於看破紅塵而出家，接受佛陀教導，成就聖果。